# Abraham von Streithagen
Abraham von Streithagen (* 16. Jahrhundert; † 4. März 1635 in Aachen) war Schöffe und Bürgermeister der Reichsstadt Aachen.

## Leben und Wirken
Abraham von Streithagen aus dem Zweig der Judenkopf von Streithagen war der Sohn des Dietrichs von Streithagen und der Margarethe Wyngartz. Er wurde 1598 in den Schöffenstuhl aufgenommen und bekleidete in den Jahren 1601/1602 das Amt des Sendschöffen. Ferner trat er 1602 in die Sakramentsbruderschaft von St. Foillan ein. Darüber hinaus wird von Streithagen in einem Dokument vom 13. April 1610 als Bürgermeister der Stadt Aachen genannt; zu diesem Zeitpunkt war jedoch noch Joachim Berchem als Schöffenbürgermeister tätig. Da die Wahlen turnusgemäß immer am 25. Mai stattfanden, stammte der Titel möglicherweise noch von einer früheren Amtszeit, wofür nur 1606/07 in Frage kommt, da für diese Amtszeit kein Schöffenbürgermeister namentlich genannt ist, oder für die Zeit von Mai 1610 bis Mai 1611 oder gar für beide, wobei die Quelle „von Coels“ dies offenlässt.
Nachdem der in der Endphase der Aachener Religionsunruhen als Vogtmajor der für Aachen zuständigen Vogtei Jülich eingesetzte Protestant Dietrich Vercken im Jahr 1616 durch katholische kaiserliche Truppen zwangsweise abgesetzt worden war, wurde Abraham von Streithagen daraufhin am 5. September des Jahres als Interimsvogt ernannt, bis der ursprünglich dafür vorgesehene katholische Vertreter Johann von Thenen dieses Amt im Jahr 1618 übernehmen konnte.
Abraham von Streithagen war verheiratet mit Sybille von Beulard, Tochter des Aachener Schöffen Johann Beulard, die ihm vier Kinder gebar, von denen zwei jung verstarben. Von seinem Sohn Arnold, der am 21. Mai 1608 getauft wurde und am 21. Juli 1610 im Alter von zwei Jahren gestorben war, existierte eine Grabplatte in der Dominikanerkirche St. Paul, die seit 1956 verschollen ist. Abraham von Streithagen starb am 4. März 1635 und wurde von den Aachener Alexianern am 7. März begraben.
Seit dem 14. Jahrhundert war Abraham von Streithagens Familienzweig im Besitz des Guts Mittel-Uersfeld. Durch die Ehe seiner Tochter Anna Maria von Streithagen mit Gottfried von Othegraven (Ottegraven) Anfang des 17. Jahrhunderts ging das Gut an Othegraven über. Seine zweite ihn überlebende Tochter Margaretha heiratete Leonhard von Dammerscheid und wurde mit dem Gut Mühlenbach zwischen Kohlscheid und Horbach belehnt. Darüber hinaus war Abraham von Streithagen Lehnsherr des kurkölnischen Lehnshofs zu Heerlen und Besitzer des Guts Schoenborn bei Schin op Geul, die beide nach seinem Tod seinen Neffen übertragen wurden.